# 東雲駅 (全羅南道)
東雲駅（トンウンえき）は、大韓民国全羅南道順天市にある韓国鉄道公社（KORAIL）全羅線の駅である。

## 歴史
- 1941年4月16日：林村駅として開業。
- 1999年2月25日：複線化工事による移転に伴い東雲駅に改称[1]
- 2004年7月15日：旅客取扱中止。

## 隣の駅
韓国鉄道公社
全羅線
求礼口駅 - (鳳徳駅) - (槐木駅) - (開雲駅) - 東雲駅 - 順天駅